# Kamienica przy ulicy Westerplatte 3 w Krakowie
Kamienica przy ulicy Westerplatte 3 – zabytkowa kamienica znajdująca się w Krakowie, w dzielnicy I Stare Miasto przy ulicy Westerplatte, na Wesołej.
Kamienica została wzniesiona w 1899 roku według projektu architekta Beniamina Torbe. W 1920 roku została przebudowana oficyna kamienicy. W 1921 roku budynek został nadbudowany o czwarte piętro pod projektem Tadeusza Stryjeńskiego i Franciszka Mączyńskiego.
27 października 1989 kamienica została wpisana do rejestru zabytków. Znajduje się także w gminnej ewidencji zabytków.